# VideoFilmes
VideoFilmes  é uma produtora audiovisual independente, criada pelos irmãos Walter Salles e João Moreira Salles em 1987. Com mais de 30 anos de trajetória no mercado audiovisual, é considerada referência pelo valor artístico de seus trabalhos. 
A produtora já realizou mais de 100 projetos de filmes de ficção, documentários, séries, programas para TV, coproduções nacionais e internacionais. A trajetória da VideoFilmes é marcada pela conquista de mais de 400 prêmios nacionais e internacionais, entre eles o Globo de Ouro, BAFTA, Urso de Ouro e Urso de Prata no Festival de Berlim e Palma de Ouro no Festival de Cannes, e conta ainda com 8 indicações ao Oscar. por suas produções e coproduções.

## História
No início dos anos 1990 a VideoFilmes atuou produzindo peças publicitárias. Realizou mais de 300 comerciais e ganhou diversos prêmios por peças de publicidade como o Prêmio Profissionais do Ano da Rede Globo por 3 anos consecutivos: Prêmio de Melhor Diretor da Melhor Campanha do Ano pela Campanha Casal Unibanco - 1994, Campanha Autoline - 1995, Campanha Novo Casal Unibanco - 1996; Prêmio de Melhor Diretor com a Campanha “Bráulio” para o Ministério da Saúde em 1995. 
A atuação no mercado publicitário foi concomitante com a produção audiovisual de séries para a TV Manchete, como China, o Império do Centro, em 1987, com direção de João Moreira Salles. No começo dos anos 1990, na época que foi intitulada como a "Retomada do Cinema Brasileiro", a VideoFilmes intensificou a produção de filmes para cinema e TV.
Nesse período, a produtora foi uma das grandes responsáveis pela recuperação do audiovisual brasileiro, produzindo quatro obras de destaque, iniciando por Terra Estrangeira em 1996 dirigido por Walter Salles e Daniela Thomas, que retratou a era Fernando Collor de Mello; logo depois produzindo Central do Brasil em 1999, de Walter Salles, indicado aos Oscar de melhor filme estrangeiro e melhor atriz para Fernanda Montenegro; seguido pelo documentário Notícias de uma Guerra Particular, dirigido por João Moreira Salles e Kátia Lund. E em 2001, a VideoFilmes coproduziu o filme Cidade de Deus de Fernando Meirelles.
Na área dos projetos de ficção, produziu os filmes de Walter Salles, tais como Central do Brasil, um dos mais importantes da "Retomada", vencedor do Urso de Ouro de Melhor Filme Estrangeiro, Urso de Prata para a atriz Fernanda Montenegro, e do Globo de Ouro de Melhor Filme Estrangeiro, além de duas indicações ao Oscar (melhor atriz e melhor filme estrangeiro); Abril Despedaçado, premiado na categoria de Melhor Direção no Festival de Havana; e Linha de Passe, que deu a Sandra Corveloni o prêmio de Melhor Atriz no Festival de Cannes de 2008.
Já nos projetos de não ficção, produziu os documentários de João Moreira Salles, tais como: Notícias de uma Guerra Particular, codireção de Katia Lund indicado ao Emmy Latino na categoria deste gênero; Entreatos, que recebeu o Prêmio de Melhor Documentário concedido pela ACIE (Associação de Críticos da Imprensa Estrangeira); e Santiago, Melhor Documentário no Festival Cinéma du Réel (França), entre outros.
A VideoFilmes também produziu filmes realizados por Nelson Pereira dos Santos, como Casa Grande & Senzala e Raízes do Brasil – uma Cinebiografia de Sérgio Buarque de Hollanda (2004) e oito filmes de Eduardo Coutinho, Babilônia 2000 (2001), Edifício Master (2002), Peões (2004), O Fim e o Princípio (2005), Jogo de Cena (2007), Moscou (2009), As Canções (2011) e Últimas Conversas (2014).
As coproduções internacionais também fazem parte desse grande percurso. Parceiras com Matanza Cine, Lita Stantic (Argentina) e Fado Filmes (Portugal) deram origem aos longas-metragens dirigidos por Pablo Trapero, Miguel Kohan, Luís Galvão Teles e Santiago Mitre, cujo  Paulina foi selecionado para a Semana da Crítica em Cannes e ganhou os prêmios Grand Prix Nespresso e Fipresci neste festival. 
Há ainda adaptações literárias. São os casos de A Grande Arte, de Walter Salles, baseado na obra homônima de Rubem Fonseca; Lavoura Arcaica, de Luiz Fernando Carvalho e baseado no romance de Raduan Nassar; o já mencionado Cidade de Deus, de Fernando Meirelles, baseado romance escrito por Paulo Lins, O Invasor, de Beto Brant, baseado no livro de Marçal Aquino. Mais um exemplo é Abril Despedaçado, de Walter Salles, adaptado do romance do albanês Ismail Kadaré, e Quincas Berro D'água, dirigido por Sérgio Machado, a partir da obra A Morte e a Morte de Quincas Berro d'Água, de Jorge Amado .

## Coleção VideoFilmes
Em 2005, a VideoFilmes lançou em home vídeo a Coleção VideoFilmes, com títulos inéditos ou que estavam há muito tempo fora do mercado. 
A lista de obras foi selecionada pela curadoria de João Moreira Salles a partir das preferências pessoais do documentarista combinadas com as de Walter Salles e as sugestões de um conselho informal composto por pessoas próximas, entre outros, Nelson Pereira dos Santos, Eduardo Escorel, Karim Aïnouz e Sérgio Machado.

## Preservação do Patrimônio Cinematográfico
A VideoFilmes atua também na preservação da história do cinema em três frentes: na manutenção do acervo VideoFilmes, que preserva 2.500 rolos de negativo e mais de 3.000 vídeos produzidos pela empresa; no restauro de filmes como Limite, de Mário Peixoto, e digitalização de Central do Brasil, relançado em DVD e Blu-ray em 2019 em comemoração aos 20 anos de lançamento do filme; e no suporte ao Acervo Mário Peixoto, realizador brasileiro dos anos 1930, constituído de grande coleção de manuscritos, fotografias, entrevistas e material fotográfico e que é mantido pela produtora.

## Filmografia
| título                   | ano de lançamento | diretores                      | atuação     |
| ------------------------ | ----------------- | ------------------------------ | ----------- |
| Ainda Estou Aqui         | 2024              | Walter Salles                  | Produtora   |
| Breve Miragem de Sol     | 2020              | Eryk Rocha                     | Coprodutora |
| Querência                | 2020              | Helvécio Marins                | Coprodutora |
| Narciso em Férias        | 2020              | Renato Terra e Ricardo Calil   | Coprodutora |
| Deslembro                | 2018              | Flavia Castro                  | Produtora   |
| Paulina                  | 2016              | Santiago Mitre                 | Coprodutora |
| Aquarius                 | 2015              | Kleber Mendonça Filho          | Coprodutora |
| Habi, a estrangeira      | 2013              | Maria Florência Alvarez        | Coprodutora |
| Na Estrada (On The Road) | 2012              | Walter Salles                  | Coprodutora |
| Transeunte               | 2010              | Eryk Rocha                     | Produtora   |
| No Meu Lugar             | 2009              | Eduardo Valente                | Produtora   |
| Linha de Passe           | 2008              | Walter Salles e Daniela Thomas | Produtora   |
| O Céu de Suely           | 2006              | Karim Aïnouz                   | Produtora   |
| Cidade Baixa             | 2005              | Sérgio Machado                 | Produtora   |
| Tudo Isto é Fado         | 2004              | Luís Galvão Teles              | Coprodutora |
| Amyr Klink, Mar Sem Fim  | 2002              | Breno Silveira                 | Coprodutora |
| Cidade de Deus           | 2002              | Fernando Meirelles             | Coprodutora |
| Madame Satã              | 2002              | Karim Aïnouz                   | Produtora   |
| Abril Despedaçado        | 2001              | Walter Salles                  | Produtora   |
| Lavoura Arcaica          | 2001              | Luiz Fernando Carvalho         | Produtora   |
| Quincas Berro D'Água     | 2010              | Sérgio Machado                 | Produtora   |
| Jaime                    | 1999              | António-Pedro Vasconcelos      | Coprodutora |
| Central do Brasil        | 1998              | Walter Salles                  | Produtora   |
| O Primeiro Dia           | 1998              | Walter Salles e Daniela Thomas | Produtora   |
| Terra Estrangeira        | 1996              | Walter Salles e Daniela Thomas | Produtora   |
| A Grande Arte            | 1991              | Walter Salles                  | Coprodutora |

| título                    | ano de lançamento | diretores                              | atuação   |
| ------------------------- | ----------------- | -------------------------------------- | --------- |
| Vozes de Paracatu e Bento | 2019              | Direção colaborativa com Walter Salles |           |
| Quando a Terra Treme      | 2018              | Walter Salles                          | Produtora |
| A 8944KM de Cannes        | 2007              | Walter Salles                          |           |

| título                                   | ano de lançamento | diretores                           | atuação     |
| ---------------------------------------- | ----------------- | ----------------------------------- | ----------- |
| Marinheiro das Montanhas                 | 2023              | Karim Ainouz                        | Produtora   |
| Fico Te Devendo Uma Carta Sobre o Brasil | 2020              | Carol Benjamin                      | Coprodutora |
| No Intenso Agora                         | 2017              | João Moreira Salles                 | Produtora   |
| Jia Zhang-Ke, Um Homem de Fenyang        | 2015              | Walter Salles                       | Produtora   |
| Últimas Conversas                        | 2015              | Eduardo Coutinho                    | Produtora   |
| As Canções                               | 2011              | Eduardo Coutinho                    | Produtora   |
| Diário de uma Busca                      | 2011              | Flavia Castro                       | Coprodutora |
| Família Braz – Dois tempos               | 2011              | Arthur Fontes e Dorrit Harazim      | Produtora   |
| Uma Noite em 67                          | 2010              | Renato Terra e Ricardo Calil        | Produtora   |
| Moscou                                   | 2009              | Eduardo Coutinho                    | Produtora   |
| Corpo do Rio                             | 2008              | Izabel Jaguaribe e Olivia Guimarães |             |
| Contratempo                              | 2008              | Malu Mader e Mini Kerti             |             |
| O Tempo e o Lugar                        | 2008              | Eduardo Escorel                     |             |
| Santiago                                 | 2007              | João Moreira Salles                 | Produtora   |
| Jogo de Cena                             | 2007              | Eduardo Coutinho                    | Produtora   |
| Vocação do Poder                         | 2005              | Eduardo Escorel e José Joffily      | Produtora   |
| Raízes do Brasil                         | 2004              | Nelson Pereira dos Santos           | Produtora   |
| Entreatos                                | 2004              | João Moreira Salles                 | Produtora   |
| Peões                                    | 2004              | Eduardo Coutinho                    | Produtora   |
| Nelson Freire                            | 2003              | João Moreira Salles                 | Produtora   |
| Paulinho da Viola, Meu Tempo é Hoje      | 2003              | Izabel Jaguaribe                    | Produtora   |
| Edifício Master                          | 2002              | Eduardo Coutinho                    | Produtora   |
| Babilônia 2000                           | 2001              | Eduardo Coutinho                    | Produtora   |
| Onde a Terra Acaba                       | 2001              | Sérgio Machado                      | Produtora   |
| Notícias de Uma Guerra Particular        | 1999              | João Moreira Salles                 | Produtora   |
| Jorge Amado                              | 1995              | João Moreira Salles                 | Coprodutora |
| Krajcberg, O Poeta dos Vestígios         | 1986              | Walter Salles                       | Produtora   |

| título                         | ano de lançamento | diretores | atuação     |
| ------------------------------ | ----------------- | --- | ----------- |
| Travessias                     | 2002              | Dorrit Harazim | Produtora   |
| Casa Grande e Senzala          | 2001              | Nelson Pereira dos Santos                                                                                                 | Coprodutora |
| 6 Histórias Brasileiras        | 2000              | Dorrit Harazim, Flávio Pinheiro, Marcos Sá Corrêa e Zuenir Ventura, Arthur Fontes, Izabel Jaguaribe e João Moreira Salles | Produtora   |
| Futebol                        | 1998              | João Moreira Salles e Arthur Fontes                                                                                       | Produtora   |
| América                        | 1989              | João Moreira Salles | Produtora   |
| Japão, Uma Viagem no Tempo     | 1987              | Walter Salles | Produtora   |
| China, o Império do Centro     | 1986              | João Moreira Salles | Produtora   |
| Artistas Plásticos Brasileiros | 1986              | Walter Salles |             |

| título                                                                                  | ano de lançamento | diretores                                  | atuação   |
| --------------------------------------------------------------------------------------- | ----------------- | ------------------------------------------ | --------- |
| Armas e Paz – Adão Xalebaradã                                                           | 2002              | Walter Salles, Kátia Lund e Daniela Thomas | Produtora |
| Uma Pequena Mensagem ao Brasil – A saga de Caju e Castanha contra o Encouraçado Titanic | 2002              | Walter Salles e Daniela Thomas             | Produtora |
| Meu compadre Zé Ketti                                                                   | 2001              | Nelson Pereira dos Santos                  | Produtora |
| Socorro Nobre                                                                           | 1995              | Walter Salles                              | Produtora |
| Poesia é uma ou duas linhas e por trás uma imensa paisagem                              | 1989              | João Moreira Salles                        | Produtora |

| título                                 | ano de lançamento | diretores                              | atuação     |
| -------------------------------------- | ----------------- | -------------------------------------- | ----------- |
| A Música Segundo Tom Jobim             | 2012              | Nelson Pereira dos Santos e Dora Jobim | Coprodutora |
| O Avesso Da Bossa                      | 2001              | Rogério Gallo                          | Produtora   |
| Tributo a Tom Jobim                    | 1995              | Walter Salles                          | Produtora   |
| João e Antônio                         | 1992              | Walter Salles                          | Produtora   |
| Caetano, 50 anos                       | 1992              | Walter Salles e José Henrique Fonseca  | Produtora   |
| Chico, ou o país da delicadeza perdida | 1991              | João Moreira Salles.                   | Produtora   |
| Blues                                  | 1990              | João Moreira Salles.                   | Produtora   |
| Especial Marisa Monte                  | 1988              | Walter Salles                          | Produtora   |